# Ocsiai Hirosi
Ocsiai Hirosi (Szaitama, 1946. február 28. –) japán válogatott labdarúgó.

## Nemzeti válogatott
A japán válogatottban 63 mérkőzést játszott, melyeken 9 gólt szerzett.

## Statisztika
| Japán válogatott | Japán válogatott | Japán válogatott |
| Időszak          | Mérk.            | gól              |
| ---------------- | ---------------- | ---------------- |
| 1974             | 2                | 0                |
| 1975             | 13               | 3                |
| 1976             | 15               | 2                |
| 1977             | 5                | 0                |
| 1978             | 14               | 3                |
| 1979             | 9                | 1                |
| 1980             | 5                | 0                |
| Összesen         | 63               | 9                |